# Campionat de Catalunya de Marxa en ruta
El Campionat de Catalunya de Marxa en ruta és una competició d'atletisme disputada a Catalunya que es realitza des del 1928 en categoria masculina i des del 1978 en categoria femenina. A diferència de la prova de marxa atlètica que forma part del Campionat de Catalunya d'atletisme i es disputa sobre pista, el Campionat de Marxa en ruta es desenvolupa per carretera, fora de l'estadi.
El primer campionat català de marxa en ruta es disputà l'any 1928 i fou guanyat per Guerau Garcia. El campionat se celebrà en la distància de 30 km fins a l'any 2004. El primer campionat femení es disputà el 1978. Les primeres quatre edicions es van córrer sobre les distàncies de 5 Km, 3 Km, 5 Km i 5 Km respectivament. Les següents edicions es disputaren en una distància de 10 km, també fins a l'any 2004. Entre els anys 2000 i 2004 se celebraren dues proves per any, en categoria masculina sobre 30 km i 20 km, i en categoria femenina sobre 10 km i 20 km. A partir de l'any 2005 s'unificaren les proves masculina i femenina per disputar-se sobre la distància de 20 km.
Fins a l'any 2024 l'atleta amb més títols en categoria masculina és Josep Marín amb 11 campionats, seguit de Guerau Garcia, Pascual Aparici i José Antonio González amb 7 títols. En categoria femenina les atletes més reeixides són Raquel González amb 9 títols, seguida de Beatriz Pascual amb 8 i María Vasco amb 5.
Llegenda
| Prova disputada sobre una distància de 3 Km.  |
| Prova disputada sobre una distància de 5 Km.  |
| Prova disputada sobre una distància de 10 Km. |
| Prova disputada sobre una distància de 20 Km. |
| Prova disputada sobre una distància de 30 Km. |

## Historial
| Edició   | Data       | Seu                    | Competició masculina              | Competició masculina              | Competició masculina              | Competició femenina                   | Competició femenina                   | Competició femenina                   | refs.        |
| Edició   | Data       | Seu                    | Campió                            | Club                              | Temps                             | Campiona                              | Club                                  | Temps                                 | refs.        |
| -------- | ---------- | ---------------------- | --------------------------------- | --------------------------------- | --------------------------------- | ------------------------------------- | ------------------------------------- | ------------------------------------- | ------------ |
| I        | 08/01/1928 | Sabadell-Barcelona     | Guerau Garcia                     | FC Barcelona                      | 2:28:01                           | la categoria femenina començà el 1978 | la categoria femenina començà el 1978 | la categoria femenina començà el 1978 | [ 4 ]        |
| -        | 1929       | -                      | no es disputà                     | no es disputà                     | no es disputà                     | la categoria femenina començà el 1978 | la categoria femenina començà el 1978 | la categoria femenina començà el 1978 | [ 4 ]        |
| -        | 1930       | -                      | no es disputà                     | no es disputà                     | no es disputà                     | la categoria femenina començà el 1978 | la categoria femenina començà el 1978 | la categoria femenina començà el 1978 | [ 4 ]        |
| II       | 01/02/1931 | Valls-Tarragona        | Guerau Garcia                     | FC Barcelona                      | 2:36:59                           | la categoria femenina començà el 1978 | la categoria femenina començà el 1978 | la categoria femenina començà el 1978 | [ 4 ]        |
| III      | 14/02/1932 | Mataró-Barcelona       | Guerau Garcia                     | FC Barcelona                      | 2:30:34                           | la categoria femenina començà el 1978 | la categoria femenina començà el 1978 | la categoria femenina començà el 1978 | [ 4 ]        |
| IV       | 15/01/1933 | Barcelona (Ciutadella) | Guerau Garcia                     | FC Barcelona                      | 2:34:20                           | la categoria femenina començà el 1978 | la categoria femenina començà el 1978 | la categoria femenina començà el 1978 | [ 4 ]        |
| V        | 21/01/1934 | Mataró-Barcelona       | Ramon Santesmases                 | UA Nurmi                          | 2:34:21                           | la categoria femenina començà el 1978 | la categoria femenina començà el 1978 | la categoria femenina començà el 1978 | [ 4 ] [ 5 ]  |
| VI       | 10/02/1935 | Mataró-Barcelona       | Romà Castelltort                  | FC Barcelona                      | 2:41:37                           | la categoria femenina començà el 1978 | la categoria femenina començà el 1978 | la categoria femenina començà el 1978 | [ 4 ]        |
| VII      | 09/02/1936 | Barcelona (Ciutadella) | Guerau Garcia                     | Independent                       | 2:39:29                           | la categoria femenina començà el 1978 | la categoria femenina començà el 1978 | la categoria femenina començà el 1978 | [ 4 ]        |
| -        | 1937       | -                      | no es disputà per la Guerra Civil | no es disputà per la Guerra Civil | no es disputà per la Guerra Civil | la categoria femenina començà el 1978 | la categoria femenina començà el 1978 | la categoria femenina començà el 1978 | [ 4 ]        |
| -        | 1938       | -                      | no es disputà per la Guerra Civil | no es disputà per la Guerra Civil | no es disputà per la Guerra Civil | la categoria femenina començà el 1978 | la categoria femenina començà el 1978 | la categoria femenina començà el 1978 | [ 4 ]        |
| -        | 1939       | -                      | no es disputà per la Guerra Civil | no es disputà per la Guerra Civil | no es disputà per la Guerra Civil | la categoria femenina començà el 1978 | la categoria femenina començà el 1978 | la categoria femenina començà el 1978 | [ 4 ]        |
| VIII     | 14/02/1940 | Barcelona (Ciutadella) | Guerau Garcia                     | Júnior FC                         | 2:37:35                           | la categoria femenina començà el 1978 | la categoria femenina començà el 1978 | la categoria femenina començà el 1978 | [ 4 ] [ 6 ]  |
| XIX      | 19/01/1941 | Barcelona (Ciutadella) | Guerau Garcia                     | Independent                       | 2:37:07                           | la categoria femenina començà el 1978 | la categoria femenina començà el 1978 | la categoria femenina començà el 1978 | [ 4 ]        |
| X        | 04/01/1942 | Barcelona (Ciutadella) | Enric Villaplana                  | CA Manresa                        | 2:42:33                           | la categoria femenina començà el 1978 | la categoria femenina començà el 1978 | la categoria femenina començà el 1978 | [ 4 ]        |
| XI       | 10/01/1943 | Manresa                | Enric Villaplana                  | CA Manresa                        | 2:35:34                           | la categoria femenina començà el 1978 | la categoria femenina començà el 1978 | la categoria femenina començà el 1978 | [ 4 ]        |
| XII      | 16/01/1944 | Reus                   | Albert Gurt                       | GEiEG                             | 2:49:34                           | la categoria femenina començà el 1978 | la categoria femenina començà el 1978 | la categoria femenina començà el 1978 | [ 4 ]        |
| XIII     | 21/01/1945 | Girona                 | Josep Arqué                       | FC Barcelona                      | 2:40:11                           | la categoria femenina començà el 1978 | la categoria femenina començà el 1978 | la categoria femenina començà el 1978 | [ 4 ]        |
| XIV      | 13/01/1946 | Mataró-Barcelona       | Albert Gurt                       | GEiEG                             | 2:34:32                           | la categoria femenina començà el 1978 | la categoria femenina començà el 1978 | la categoria femenina començà el 1978 | [ 4 ]        |
| XV       | 12/01/1947 | Bcn-Montcada-Bcn       | Joaquim Colín                     | FC Barcelona                      | 3:09:30                           | la categoria femenina començà el 1978 | la categoria femenina començà el 1978 | la categoria femenina començà el 1978 | [ 4 ]        |
| XVI      | 11/01/1948 | Barcelona (Ciutadella) | Josep Arqué                       | FC Barcelona                      | 2:44:03                           | la categoria femenina començà el 1978 | la categoria femenina començà el 1978 | la categoria femenina començà el 1978 | [ 4 ]        |
| XVII     | 23/01/1949 | Barcelona (Ciutadella) | Enric Villaplana                  | CA Manresa                        | 2:42:59                           | la categoria femenina començà el 1978 | la categoria femenina començà el 1978 | la categoria femenina començà el 1978 | [ 4 ]        |
| XVIII    | 12/02/1950 | Manresa                | Enric Villaplana                  | CA Manresa                        | 2:41:03                           | la categoria femenina començà el 1978 | la categoria femenina començà el 1978 | la categoria femenina començà el 1978 | [ 4 ]        |
| XIX      | 07/01/1951 | Barcelona (Ciutadella) | Joaquim Colín                     | FC Barcelona                      | 2:55:37                           | la categoria femenina començà el 1978 | la categoria femenina començà el 1978 | la categoria femenina començà el 1978 | [ 4 ]        |
| XX       | 03/02/1952 | Barcelona (Ciutadella) | Progrés Caminal                   | FC Barcelona                      | 2:53:36                           | la categoria femenina començà el 1978 | la categoria femenina començà el 1978 | la categoria femenina començà el 1978 | [ 4 ]        |
| XXI      | 22/02/1953 | Masnou-Barcelona       | Josep Ribas                       | FC Barcelona                      | 2:19:50                           | la categoria femenina començà el 1978 | la categoria femenina començà el 1978 | la categoria femenina començà el 1978 | [ 4 ]        |
| XXII     | 14/03/1954 | Barcelona (Ciutadella) | Pascual Aparici                   | CG Barcelonès                     | 2:43:40                           | la categoria femenina començà el 1978 | la categoria femenina començà el 1978 | la categoria femenina començà el 1978 | [ 4 ]        |
| XXIII    | 13/02/1955 | Barcelona (Ciutadella) | Pascual Aparici                   | Mutua Seguros                     | 2:46:14                           | la categoria femenina començà el 1978 | la categoria femenina començà el 1978 | la categoria femenina començà el 1978 | [ 4 ]        |
| XXIV     | 26/02/1956 | Reus                   | Pascual Aparici                   | CG Barcelonès                     | 2:43:28                           | la categoria femenina començà el 1978 | la categoria femenina començà el 1978 | la categoria femenina començà el 1978 | [ 4 ]        |
| XXV      | 24/02/1957 | Aut. de Castelldefels  | Pascual Aparici                   | CG Barcelonès                     | 2:46:20                           | la categoria femenina començà el 1978 | la categoria femenina començà el 1978 | la categoria femenina començà el 1978 | [ 4 ]        |
| XXVI     | 16/03/1958 | Terrassa               | Josep Ribas                       | UA Terrassa                       | 2:48:39                           | la categoria femenina començà el 1978 | la categoria femenina començà el 1978 | la categoria femenina començà el 1978 | [ 4 ]        |
| XXVII    | 22/02/1959 | Aut. de Castelldefels  | Pascual Aparici                   | CG Barcelonès                     | 2:45:24                           | la categoria femenina començà el 1978 | la categoria femenina començà el 1978 | la categoria femenina començà el 1978 | [ 4 ]        |
| XXVIII   | 20/03/1960 | Aut. de Castelldefels  | Josep Ribas                       | UA Terrassa                       | 2:41:11                           | la categoria femenina començà el 1978 | la categoria femenina començà el 1978 | la categoria femenina començà el 1978 | [ 4 ]        |
| XXIX     | 19/02/1961 | Tarragona              | Josep Ribas                       | UA Terrassa                       | 2:38:40                           | la categoria femenina començà el 1978 | la categoria femenina començà el 1978 | la categoria femenina començà el 1978 | [ 4 ]        |
| XXX      | 18/03/1962 | Girona                 | Pascual Aparici                   | FC Barcelona                      | 2:41:53                           | la categoria femenina començà el 1978 | la categoria femenina començà el 1978 | la categoria femenina començà el 1978 | [ 4 ]        |
| XXXI     | 23/5/1963  | Barcelona              | Pascual Aparici                   | FC Barcelona                      | 2:30:19                           | la categoria femenina començà el 1978 | la categoria femenina començà el 1978 | la categoria femenina començà el 1978 | [ 4 ]        |
| XXXII    | 22/02/1964 | Badalona               | Vicenç Caminal                    | FC Barcelona                      | 2:52:03                           | la categoria femenina començà el 1978 | la categoria femenina començà el 1978 | la categoria femenina començà el 1978 | [ 4 ]        |
| XXXIII   | 07/03/1965 | Badalona               | Manuel Garcés                     | FC Barcelona                      | 2:40:10                           | la categoria femenina començà el 1978 | la categoria femenina començà el 1978 | la categoria femenina començà el 1978 | [ 4 ]        |
| XXXIV    | 13/02/1966 | Mataró                 | Vicenç Caminal                    | FC Barcelona                      | 2:42:45                           | la categoria femenina començà el 1978 | la categoria femenina començà el 1978 | la categoria femenina començà el 1978 | [ 4 ]        |
| XXXV     | 26/02/1967 | Sant Boi de Llobregat  | Francesc Sanahuja                 | UA Terrassa                       | 2:43:15                           | la categoria femenina començà el 1978 | la categoria femenina començà el 1978 | la categoria femenina començà el 1978 | [ 4 ]        |
| XXXVI    | 31/03/1968 | Barcelona              | Francesc Sanahuja                 | UA Terrassa                       | 2:38:40                           | la categoria femenina començà el 1978 | la categoria femenina començà el 1978 | la categoria femenina començà el 1978 | [ 4 ]        |
| XXXVII   | 16/02/1969 | Figueres               | Manuel Garcés                     | FC Barcelona                      | 2:32:30                           | la categoria femenina començà el 1978 | la categoria femenina començà el 1978 | la categoria femenina començà el 1978 | [ 4 ]        |
| XXXVIII  | 15/02/1970 | Lleida                 | Manuel Garcés                     | FC Barcelona                      | 2:35:10                           | la categoria femenina començà el 1978 | la categoria femenina començà el 1978 | la categoria femenina començà el 1978 | [ 4 ]        |
| XXXIX    | 28/02/1971 | Vilanova i la Geltrú   | Agustí Jorba                      | CN Barcelona                      | 2:37:00                           | la categoria femenina començà el 1978 | la categoria femenina començà el 1978 | la categoria femenina començà el 1978 | [ 4 ]        |
| XL       | 12/03/1972 | Vilanova i la Geltrú   | Víctor Campos                     | FC Barcelona                      | 2:22:26                           | la categoria femenina començà el 1978 | la categoria femenina començà el 1978 | la categoria femenina començà el 1978 | [ 4 ]        |
| XLI      | 04/03/1973 | Agramunt               | Víctor Campos                     | FC Barcelona                      | 2:23:43                           | la categoria femenina començà el 1978 | la categoria femenina començà el 1978 | la categoria femenina començà el 1978 | [ 4 ]        |
| XLII     | 10/02/1974 | Palafrugell            | Agustí Jorba                      | CN Barcelona                      | 2:31:23                           | la categoria femenina començà el 1978 | la categoria femenina començà el 1978 | la categoria femenina començà el 1978 | [ 4 ]        |
| XLIII    | 23/02/1975 | Badalona               | Josep Marín                       | GCR La Seda                       | 2:24:59                           | la categoria femenina començà el 1978 | la categoria femenina començà el 1978 | la categoria femenina començà el 1978 | [ 4 ]        |
| XLIV     | 15/02/1976 | Cornellà de Llobregat  | Josep Marín                       | GCR La Seda                       | 2:24:51                           | la categoria femenina començà el 1978 | la categoria femenina començà el 1978 | la categoria femenina començà el 1978 | [ 4 ]        |
| XLV      | 20/02/1977 | Reus                   | Agustí Jorba                      | CN Barcelona                      | 2:29:12                           | la categoria femenina començà el 1978 | la categoria femenina començà el 1978 | la categoria femenina començà el 1978 | [ 4 ]        |
| XLVI     | 19/02/1978 | El Prat de Llobregat   | Josep Marín                       | CN Barcelona                      | 2:28:16                           | Antònia Burgués                       | GCR La Seda                           | 30:18                                 | [ 4 ] [ 7 ]  |
| XLVII    | 18/02/1979 | Lleida                 | Josep Marín                       | CN Barcelona                      | 2:13:08                           | no es disputà                         | no es disputà                         | no es disputà                         | [ 4 ]        |
| XLVIII   | 03/02/1980 | Cornellà de Llobregat  | Josep Marín                       | CN Barcelona                      | 2:13:37                           | Teresa Palacio                        | FC Barcelona                          | 16:02                                 | [ 4 ]        |
| XLIX     | 22/02/1981 | Reus                   | Josep Marín                       | CN Barcelona                      | 2:14:21                           | no es disputà                         | no es disputà                         | no es disputà                         | [ 4 ]        |
| L        | 14/02/1982 | S. Coloma Farners      | Josep Marín                       | CN Barcelona                      | 2:09:17                           | Antònia Burgués                       | GCR La Seda                           | 27:19                                 | [ 4 ]        |
| LI       | 20/02/1983 | Vilanova i la Geltrú   | Josep Marín                       | CN Barcelona                      | 2:09:51                           | no es disputà                         | no es disputà                         | no es disputà                         | [ 4 ]        |
| LII      | 19/02/1984 | L'Hospitalet Ll.       | Jordi Llopart                     | GCR La Seda                       | 2:17:26                           | Teresa Palacio                        | FC Barcelona                          | 25:11                                 | [ 4 ] [ 8 ]  |
| LIII     | 24/02/1985 | Reus                   | Josep Marín                       | CN Barcelona                      | 2:11:49                           | Reyes Sobrino                         | CN Barcelona                          | 49:57                                 | [ 4 ]        |
| LIV      | 23/02/1986 | Barcelona (Rambles)    | Manuel Alcalde                    | FC Barcelona                      | 2:15:23                           | Reyes Sobrino                         | CN Barcelona                          | 51:04                                 | [ 4 ]        |
| LV       | 01/02/1987 | Vilanova i la Geltrú   | Daniel Plaza                      | GCR La Seda                       | 2:17:12                           | Emilia Cano                           | Cornellà At.                          | 48:02                                 | [ 4 ]        |
| LVI      | 28/02/1988 | Amposta                | Josep Marín                       | CN Barcelona                      | 2:11:53                           | Yolanda Fernández                     | CN Barcelona                          | 52:45                                 | [ 4 ]        |
| LVII     | 29/01/1989 | Viladecans             | Daniel Plaza                      | GCR La Seda                       | 2:12:10                           | Reyes Sobrino                         | CN Barcelona                          | 46:21                                 | [ 4 ]        |
| LVIII    | 25/02/1990 | Manresa                | Josep Marín                       | CN Barcelona                      | 2:10:25                           | Reyes Sobrino                         | CN Barcelona                          | 44:46                                 | [ 4 ]        |
| LIX      | 10/02/1991 | Llinars del Vallès     | Daniel Plaza                      | CGB-L'H                           | 2:12:17                           | Mari Cruz Díaz                        | CN Barcelona                          | 49:01                                 | [ 4 ]        |
| LX       | 23/02/1992 | Viladecans             | Valentí Massana                   | CN Barcelona                      | 2:10:58                           | Mari Cruz Díaz                        | CN Barcelona                          | 46:09                                 | [ 4 ]        |
| LXI      | 28/03/1993 | El Prat de Llobregat   | Valentí Massana                   | CN Barcelona                      | 2:07:58                           | Mari Cruz Díaz                        | València CF                           | 47:05                                 | [ 4 ]        |
| LXII     | 20/02/1994 | Badalona               | Valentí Massana                   | CN Barcelona                      | 2:10:17                           | Rosa Selis                            | Olímpic Vidreres                      | 52:13                                 | [ 4 ]        |
| LXIII    | 26/03/1995 | Torredembarra          | Valentí Massana                   | CN Barcelona                      | 2:11:44                           | María Vasco                           | CN Barcelona                          | 46:41                                 | [ 4 ]        |
| LXIV     | 24/03/1996 | Badalona               | Daniel Plaza                      | CEMA Prat                         | 2:14:43                           | Encarna Granados                      | GEiEG                                 | 46:29                                 | [ 4 ]        |
| LXV      | 02/02/1997 | Viladecans             | Valentí Massana                   | CN Barcelona                      | 2:12:30                           | Encarna Granados                      | GEiEG                                 | 46:59                                 | [ 4 ]        |
| LXVI     | 25/01/1998 | Mollet del Vallès      | Andrés Marín                      | UGE Badalona                      | 2:14:06                           | Encarna Granados                      | GEiEG                                 | 46:06                                 | [ 4 ]        |
| LXVII    | 21/02/1999 | Mollet del Vallès      | Daniel Plaza                      | CA Port d'Alacant                 | 2:11:15                           | Eva Pérez Trujillo                    | FC Barcelona                          | 46:48                                 | [ 4 ]        |
| LXVIII   | 13/02/2000 | El Prat de Llobregat   | Daniel Plaza                      | CA Port d'Alacant                 | 2:09:27                           | Eva Pérez Trujillo                    | FC Barcelona                          | 44:24                                 | [ 4 ]        |
| LXVIII   | 16/01/2000 | Sant Quirze del Vallès | José Manuel Rodríguez             | FC Barcelona                      | 1:25:46                           | Eva Pérez Trujillo                    | FC Barcelona                          | 1:36:50                               | [ 4 ]        |
| LXIX     | 18/02/2001 | El Prat de Llobregat   | David Márquez                     | Integra 2                         | 2:06:45                           | María Vasco                           | Integra 2                             | 1:30:09                               | [ 4 ] [ 9 ]  |
| LXIX     | 28/01/2001 | Badalona               | José A. González                  | AA Catalunya                      | 1:26:46                           | Vanessa Espinosa                      | FC Barcelona                          | 49:57                                 | [ 4 ]        |
| LXX      | 17/02/2002 | Rubí                   | José A. González                  | AA Catalunya                      | 2:09:22                           | María Vasco                           | Independent                           | 1:31:17                               | [ 4 ]        |
| LXX      | 20/01/2002 | Badalona               | José Manuel Rodríguez             | FC Barcelona                      | 1:26:55                           | Encarna Granados                      | GEiEG                                 | 44:59                                 | [ 4 ]        |
| LXXI     | 19/01/2003 | Badalona               | José A. González                  | AA Catalunya                      | 2:11:02                           | Beatriz Pascual                       | JA Sabadell                           | 1:33:27                               | [ 4 ]        |
| LXXI     | 23/03/2003 | El Prat de Llobregat   | Juan Manuel Morales               | Unió Colomenca                    | 1:30:38                           | Vanessa Espinosa                      | FC Barcelona                          | 47:36                                 | [ 4 ]        |
| LXXII    | 11/01/2004 | Rubí                   | Daniel López                      | FC Barcelona                      | 2:28:23                           | María Vasco                           | Playas Jandía                         | 1:34:56                               | [ 4 ]        |
| LXXII    | 29/02/2004 | El Prat de Llobregat   | Rubén Mayoral                     | AA Catalunya                      | 1:31:06                           | Beatriz Pascual                       | JA Sabadell                           | 45:27                                 | [ 4 ]        |
| LXXIII   | 30/01/2005 | Badalona               | José A. González                  | AA Catalunya                      | 1:25:42                           | Beatriz Pascual                       | FC Barcelona                          | 1:36:34                               | [ 4 ]        |
| LXXIV    | 22/01/2006 | Viladecans             | José A. González                  | AA Catalunya                      | 1:29:21                           | Beatriz Pascual                       | València TiM                          | 1:33:55                               | [ 4 ]        |
| LXXV     | 04/02/2007 | Mataró                 | José A. González                  | AE Blanc i Blau                   | 1:27:19                           | María Vasco                           | AE Blanc i Blau                       | 1:31:45                               | [ 4 ]        |
| LXXVI    | 27/01/2008 | El Prat de Llobregat   | José A. González                  | AE Blanc i Blau                   | 1:28:26                           | Beatriz Pascual                       | València TiM                          | 1:31:20                               | [ 4 ]        |
| LXXVII   | 08/02/2009 | El Prat de Llobregat   | J.A. García Bragado               | Canal Isabel II                   | 1:28:53                           | Beatriz Pascual                       | València TiM                          | 1:36:56                               | [ 4 ]        |
| LXXVIII  | 24/01/2010 | El Prat de Llobregat   | J.A. García Bragado               | Canal Isabel II                   | 1:27:11                           | Raquel González                       | AA Catalunya                          | 1:44:11                               | [ 4 ]        |
| LXXIX    | 13/02/2011 | Badalona               | J.A. García Bragado               | Canal Isabel II                   | 1:28:20                           | Beatriz Pascual                       | València TiM                          | 1:32:03                               | [ 4 ]        |
| LXXX     | 12/02/2012 | Badalona               | J.A. García Bragado               | Canal Isabel II                   | 1:29:34                           | Beatriz Pascual                       | València TiM                          | 1:34:20                               | [ 4 ]        |
| LXXXI    | 17/02/2013 | Badalona               | J.A. García Bragado               | Canal Isabel II                   | 1:29:18                           | Raquel González                       | FC Barcelona                          | 1:33:21                               | [ 4 ]        |
| LXXXII   | 02/02/2014 | Badalona               | David Pueyo                       | CA Montornès                      | 1:41:11                           | Raquel González                       | FC Barcelona                          | 1:32:17                               | [ 4 ]        |
| LXXXIII  | 07/02/2015 | Igualada               | Marc Guerrero                     | FC Barcelona                      | 1:32:30                           | Raquel González                       | FC Barcelona                          | 1:30:39                               | [ 4 ]        |
| LXXXIV   | 07/02/2016 | Badalona               | Nil Rodés                         | AA Catalunya                      | 1:36:06                           | Beatriz Pascual                       | València TiM                          | 1:32:23                               | [ 4 ]        |
| LXXXV    | 12/02/2017 | Mataró                 | Marc Guerrero                     | FC Barcelona                      | 1:37:39                           | Mar Juárez                            | Avinent Manresa                       | 1:40:45                               | [ 4 ] [ 10 ] |
| LXXXVI   | 04/02/2018 | El Vendrell            | Kevin Cerro                       | Cornellà At.                      | 1:29:55                           | Raquel González                       | FC Barcelona                          | 1:31:55                               | [ 4 ]        |
| LXXXVII  | 27/01/2019 | Badalona               | Mario Viñas                       | AA Catalunya                      | 1:31:28                           | Raquel González                       | FC Barcelona                          | 1:33:16                               | [ 4 ]        |
| LXXXVIII | 26/01/2020 | El Vendrell            | Mario Viñas                       | AA Catalunya                      | 1:33:20                           | Raquel González                       | FC Barcelona                          | 1:32:02                               | [ 4 ]        |
| LXXXIX   | 31/01/2021 | El Vendrell            | Mario Viñas                       | AA Catalunya                      | 1:31:27                           | Raquel González                       | FC Barcelona                          | 1:35:22                               | [ 4 ] [ 11 ] |
| XC       | 16/01/2022 | El Vendrell            | Paul McGrath                      | Cornellà At.                      | 1:23:50                           | Mar Juárez                            | Avinent Manresa                       | 1:37:05                               | [ 4 ]        |
| XCI      | 29/01/2023 | El Vendrell            | Óscar Martínez                    | Cornellà At.                      | 1:28:43                           | Cristina Montesinos                   | Piélagos                              | 1:32:25                               | [ 4 ]        |
| XCII     | 28/01/2024 | El Vendrell            | Paul McGrath                      | Cornellà At.                      | 1:21:29                           | Raquel González                       | Independent                           | 1:30:15                               | [ 4 ]        |

1. ↑  La manca de jutges durant la prova la deixà sota sospita. Un acord federatiu va retirar el títol de Campionat de Catalunya a l'organització de la prova de marxa Trofeu Termosan, així com al vencedor de la mateixa.
2. ↑  A la 21a edició la distància realitzada no va arribar als 30 Km.